# Бделлоидные коловратки
Бделлоидные коловратки, или бделлоиды, или пиявковидные коловратки (лат. Bdelloidea) — подкласс коловраток из класса Eurotatoria. Передвигаются вплавь или ползком. Во втором случае они передвигаются, поочерёдно переставляя голову и хвост, как это делают пиявки, отчего получили своё название (др.-греч. βδελλα — «пиявка»). Включают около 300 видов.
Bdelloidea живут в пресной воде, сыром мхе и влажной почве. Могут выдерживать засуху в обезвоженном состоянии. При увлажнении они восстанавливаются и включают в свою ДНК гены съеденных организмов — животных, растений, грибов и бактерий — что позволило этим коловраткам миллионы лет обходиться без полового размножения. Однако исследование российских ученых 2020 года показало следы полового процесса. Каждая особь несёт пару гонад.
Ближайшими родственниками являются скребни, которые рассматриваются как отдельный тип.
В 2015 году в Якутии при бурении керна почвы в скважине на глубине 3,5 м в вечной мерзлоте была найдена бделлоидная коловратка из рода Adineta (семейство Adinetidae), которая пробыла в полностью замороженном состоянии около 24 000 лет. После разморозки в лаборатории эта коловратка ожила, начала двигаться, а со временем стала размножаться. Это второй известный науке случай, наряду с нахождением жизнеспособных нематод, пробывших в вечной мерзлоте Колымы более 30 000 лет, когда многоклеточное животное, пробыв десятки тысяч лет в замороженном состоянии, ожило и вернулось к нормальной жизнедеятельности.

## Фотогалерея

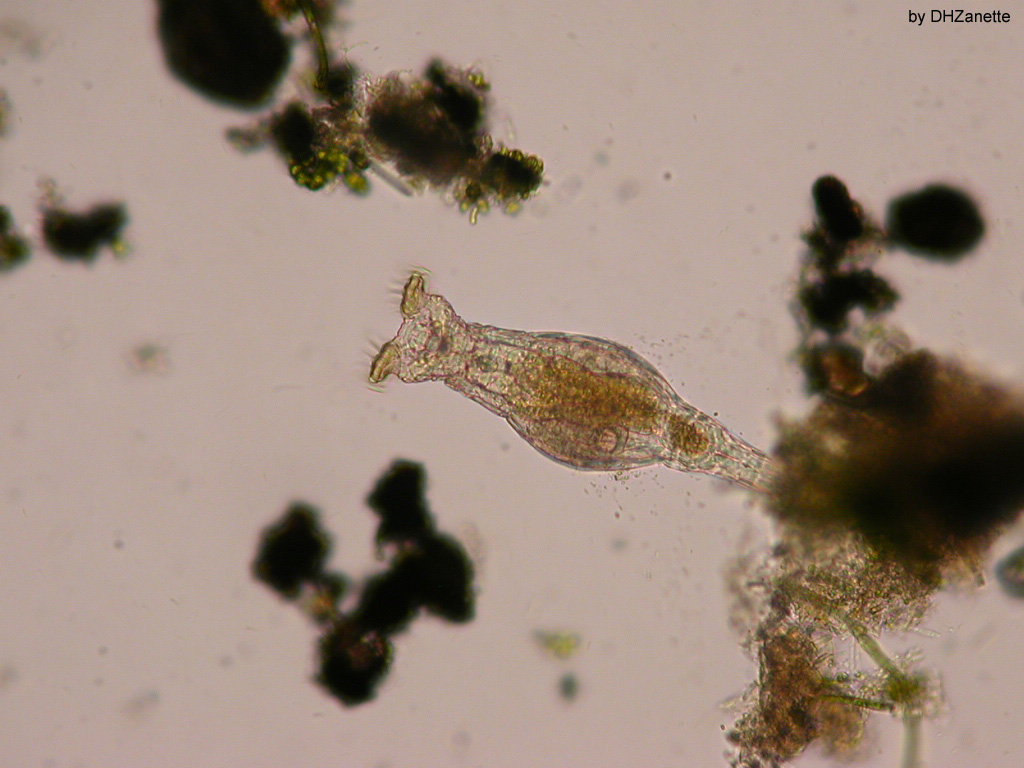
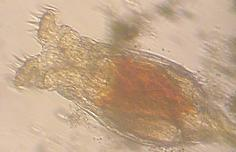
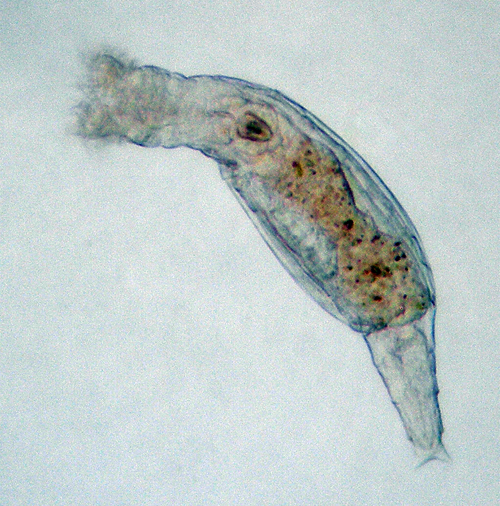
Habrotrochidae sp.
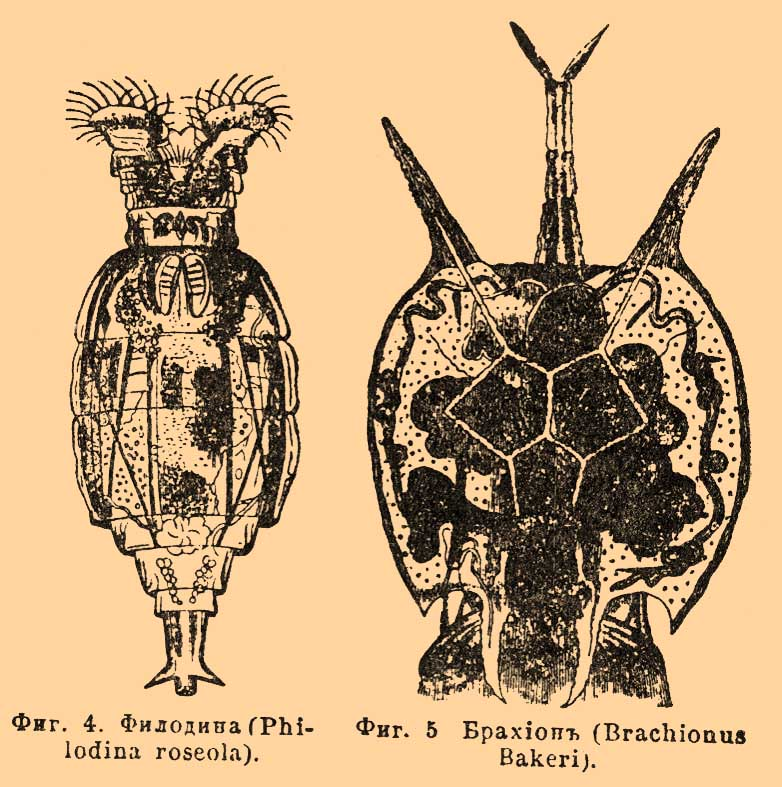
Philodinidae sp.